# 越谷市立桜井小学校
越谷市立桜井小学校（こしがやしりつ さくらいしょうがっこう）は、埼玉県越谷市大泊にある公立小学校。

## 沿革
- 1971年4月1日 - 越谷市立桜井小学校、越谷市立大沢小学校、越谷市立大袋小学校、越谷市立新方小学校、越谷市立増林小学校を分離して越谷市立大沢北小学校を開設
- 1975年4月1日 - 越谷市立平方小学校を分離[1]

## 教育目標
- 進んで考える子
- 思いやりのある子
- 健康で明るい子

## 通学区域
- 大泊 - 全域
- 上間久里 - 一部
- 下間久里 - 一部
- 千間台東一丁目 - 全域
- 千間台東二丁目 - 一部
- 千間台東三丁目 - 一部
- 千間台東四丁目 - 一部[2]